# Dziecięcy Telefon Zaufania Rzecznika Praw Dziecka

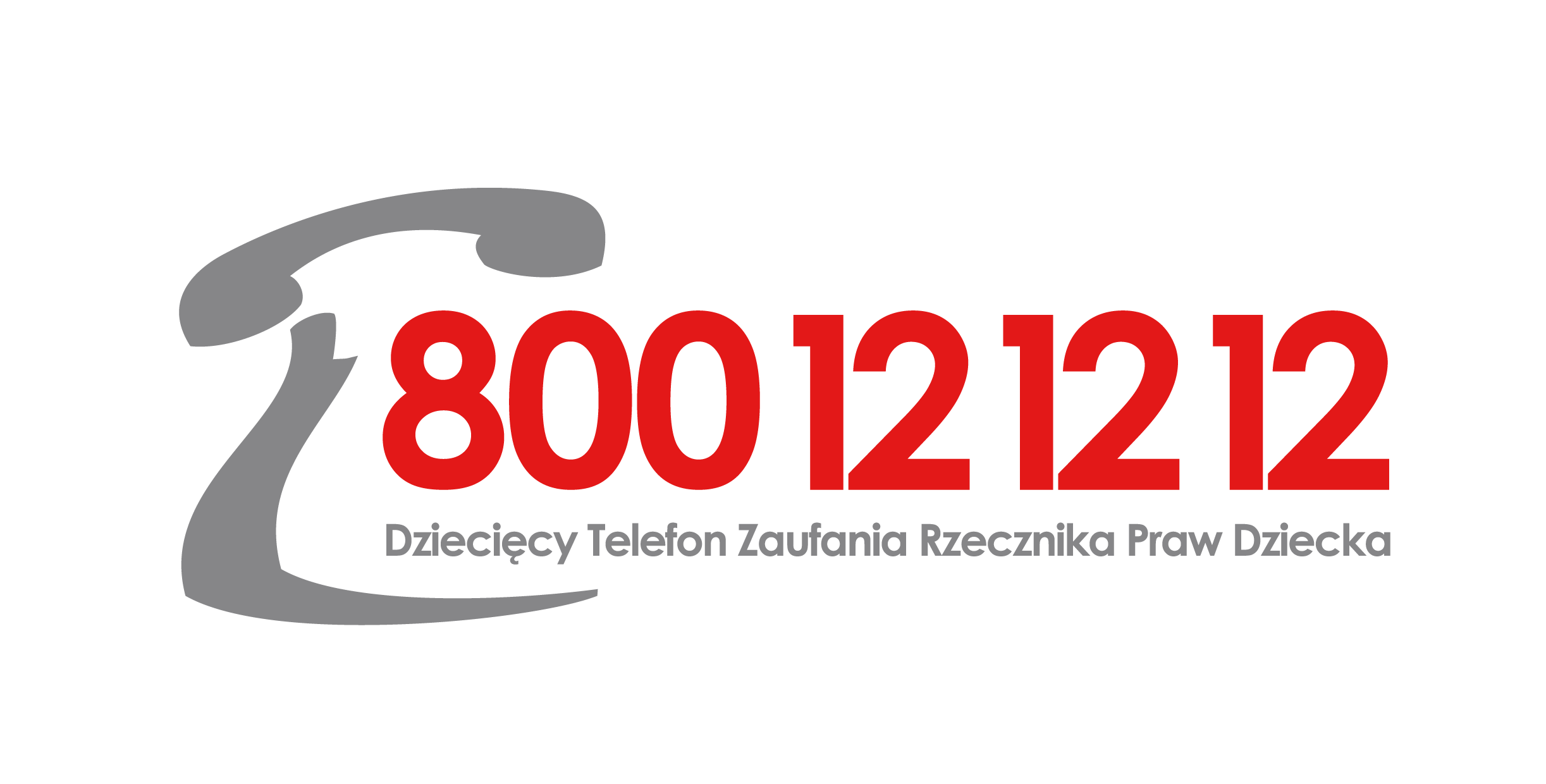
Dziecięcy Telefon Zaufania Rzecznika Praw Dziecka (800 12 12 12)

Dziecięcy Telefon Zaufania Rzecznika Praw Dziecka (800 12 12 12) – telefoniczna linia interwencyjna dla dzieci i młodzieży. Działa bezpłatnie. Jest zarówno telefonem zaufania, jak i pełni rolę telefonu interwencyjnego. Rozpoczęła ona swoją działalność 20 listopada 2008, będąc jednocześnie jednym z pierwszych działań podjętych przez Marka Michalaka po objęciu urzędu Rzecznika Praw Dziecka.
Zadaniem Dziecięcego Telefonu Zaufania jest ochrona dzieci przed krzywdzeniem w celu zapewnienia im bezpiecznego dzieciństwa. Pedagodzy, psychologowie i prawnicy udzielają niezbędnego wsparcia wszystkim dzwoniącym dzieciom.  Przy użyciu numeru interwencyjnego osoby dorosłe mają możliwość zgłaszać problemy dzieci, zaobserwowania rażących zaniedbań względem nich. Najczęściej zgłaszane problemy dotyczą przemocy, problemów emocjonalnych w środowisku rówieśniczym, szkolnym i rodzinnym. Konsultanci zajmują się problemem, monitorują sytuację i przy pomocy różnych instytucji organizują dalszą współpracę i pomoc.
Od grudnia 2020 r. telefon jest czynny całodobowo, we wszystkie dni tygodnia i święta. Z ekspertami dyżurującymi przy telefonie można się skontaktować również poprzez czat internetowy.